# Rheumaptera meadiata
Rheumaptera meadiata là một loài bướm đêm trong họ Geometridae.